# Kloppmyrtjärnen
Kloppmyrtjärnen är en sjö i Härjedalens kommun i Härjedalen och ingår i Ljusnans huvudavrinningsområde. Sjön har en area på 0,0318 kvadratkilometer och ligger 618,1 meter över havet. Vid provfiske har elritsa och lake fångats i sjön.

## Delavrinningsområde
Kloppmyrtjärnen ingår i det delavrinningsområde (692929-133505) som SMHI kallar för Inloppet i Hån. Medelhöjden är 675 meter över havet och ytan är 10,26 kvadratkilometer. Räknas de 41 avrinningsområdena uppströms in blir den ackumulerade arean 346,06 kvadratkilometer. Tännån som avvattnar avrinningsområdet har biflödesordning 2, vilket innebär att vattnet flödar genom totalt 2 vattendrag innan det når havet efter 379 kilometer. Avrinningsområdet består mestadels av skog (90 procent). Avrinningsområdet har 0,03 kvadratkilometer vattenytor vilket ger det en sjöprocent på 0,3 procent.